# Raymond Charles Smail
Raymond Charles Smail (ur. 1913, zm. 1986) – brytyjski historyk, mediewista. 

## Życiorys
Był profesorem Sidney Sussex College w Cambridge. Zajmował się badaniem dziejów krucjat, zwłaszcza wojskowości krzyżowców. Jego uczniami są: Jonathan Riley-Smith i Sylvia Schein. 

## Wybrane publikacje
- Crusading Warfare (1097–1193), Cambridge 1956 (wyd. 2: with a bibliogr. introd. by Christopher Marshall, Cambridge University Press 2005).
- The Crusaders in Syria and the Holy Land, London 1973.

## Publikacje w języku polskim
- Sztuka wojenna krzyżowców 1097-1193, przeł. Grzegorz Smółka, Oświęcim: Wydawnictwo Napoleon V 2013.